# Baucau
Baucau è una cittadina esttimorense, capoluogo dell'omonimo distretto e dell'omonimo sottodistretto. Si trova a circa 123 km in linea d'aria ad est dalla capitale di Timor Est, Dili.
Con i suoi 20 362 abitanti è la seconda città più popolata di Timor Est. È sede dell'omonima diocesi cattolica. Durante il governo dittatoriale portoghese di António de Oliveira Salazar era denominata Vila Salazar.

## Amministrazione

### Gemellaggi
- Città di Darebin
- Città di Yarra[2]

## Galleria d'immagini

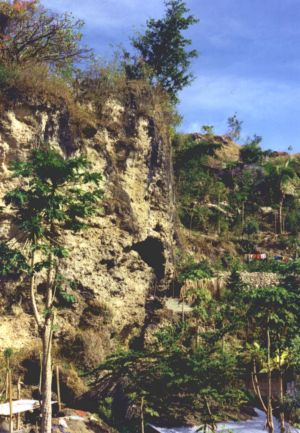
Nella parte alta della città
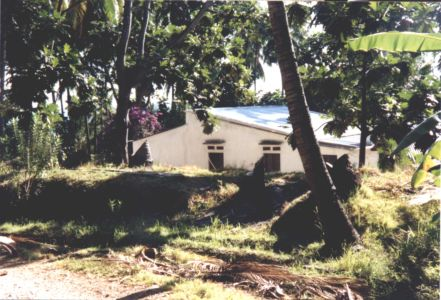
Casa sulla spiaggia
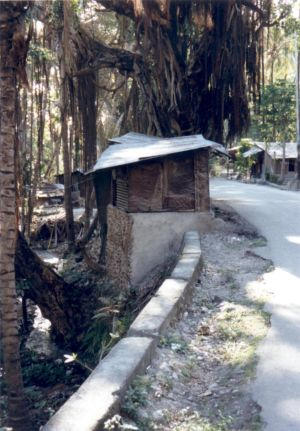
Strada che dal centro scende al mare